# Viksjö, Gävle kommun

Viksjö, före detta mindre ort och järnbruk i Hamrånge socken, Gävle kommun, Gävleborgs län (Gästrikland).

## Historia
Byn Viksjö byggdes upp runt det järnbruk som i slutet av 1600-talet anlades det smala näset mellan Stordammsjön och Viksjön vid Hamrångeån. 
Viksjö bruk fick sina privilegier den 29 november 1676. Det var ägaren till Wij säteri i Ockelbo, livmedikus (läkare) Sven Bröms, som planerade att anlägga ett järnbruk. Det planerade bygget blev emellertid inte av, och efter Bröms död 1693 blev hans måg biskop Carl Carlsson i Västerås tvungen att söka nya privilegier, vilka erhölls 1694. Det längre nedströms belägna Vifors anlades samma år. Redan 1696 utökades verksamheten vid Viksjö (vilken då bestod av en fallhammare och två härdar) med ytterligare en hammare med två härdar. Smidesmängden vid bruket förändrades inte förrän kommerserådet David Schinkel köpte bruket 1803. Fastän produktionen fördubblades under 1840-talet var bruket fortfarande litet och 1863 upphörde verksamheten helt.

## Viksjö idag
Kvar idag finns dammarna och lämningarna efter ett senare sågverk. Ett mindre vattenkraftverk planeras att byggas i anslutning till dammarna sedan en privatperson 1999 förvärvat fallrättigheten av StoraEnso.
De flesta gårdarna i byn är idag sommarbostäder, men ett par av de mest centralt placerade bebos året runt.